# Командный чемпионат Европы по международным шашкам среди мужчин 1967
Первый Командный чемпионат Европы по международным шашкам проводился с 23 июня 1967 года в отеле «Лорин» города Больцано (Италия) Итальянской федерацией шашек и национальным объединением по содействию культуре, искусству, туризму и спорту среди рабочих (ENAL). Ход турнира широко освещался прессой и телевидением. Участие приняли все представленные в ФМЖД на тот момент европейские страны: СССР, Нидерланды, Франция, Бельгия, Швейцария, Италия и Чехословакия.

### Составы команд
В каждой команде играли по 3 шашиста;
Бельгия — Леон Вессен, Жозеф Демесмекер, Морис Ферлеен
Италия — Франческо Лапорта, Эдмондо Фанелли, Альдо Дебелли
Нидерланды — Тон Сейбрандс, Харм Вирсма, Ян ван Леуэн
СССР — Андрис Андрейко, Вячеслав Щёголев, Владимир Каплан
Франция — Жорж Мостовой, Рауль Дельом, Анри Бажолле
Чехословакия — Я. Фабиан, В. Холечек, Людвиг Рейман
Швейцария — Исаак Гедан, М. Струб, Андре Гиньяр

## Результаты
Турнир проводился по круговой системе. В каждой команде играли по 3 шашиста.
| Место | Команда      | Очки матчей | Очки всех игр | 1         | 2         | 3         | 4         | 5         | 6         | 7     |
| ----- | ------------ | ----------- | ------------- | --------- | --------- | --------- | --------- | --------- | --------- | ----- |
| 1     | СССР         | 12          | 15,5          |           | 2 2:1     | 2 2:1     | 2 3:0     | 2 2,5:0,5 | 2 3:0     | 2 3:0 |
| 2     | Нидерланды   | 10          | 13            | 0 1:2     |           | 2 2:1     | 2 2:1     | 2 2,5:0,5 | 2 2,5:0,5 | 2 3:0 |
| 3     | Франция      | 8           | 11,5          | 0 1:2     | 0 1:2     |           | 2 2:1     | 2 2:1     | 2 2,5:0,5 | 2 3:0 |
| 4     | Бельгия      | 5           | 8,5           | 0 0:3     | 0 1:2     | 0 1:2     |           | 1 1,5:1,5 | 2 2,5:0,5 | 2 3:0 |
| 5     | Италия       | 4           | 7             | 0 0,5:2,5 | 0 0,5:2,5 | 0 1:2     | 1 1,5:1,5 |           | 1 1,5:1,5 | 2 2:1 |
| 6     | Швейцария    | 3           | 6,5           | 0 0:3     | 0 0,5:2,5 | 0 0,5:2,5 | 0 1:2     | 1 1,5:1,5 |           | 2 3:0 |
| 7     | Чехословакия | 0           | 1             | 0 0:3     | 0 0:3     | 0 0:3     | 0 0:3     | 0 1:2     | 0 0:3     |       |

### Личные результаты
| Место | Спортсмен                                                  | Очки |
| ----- | ---------------------------------------------------------- | ---- |
| 1     | Андрис Андрейко                                            | 5,5  |
| 2-5   | Вячеслав Щёголев Владимир Каплан Тон Сейбрандс Харм Вирсма | 5    |
| 6-7   | Рауль Дельом Анри Бажолле                                  | 4    |
| 7-9   | Леон Вессен Жорж Мостовой                                  | 3,5  |
| 10-12 | Жозеф Демесмекер Ян ван Леуэн М. Струб                     | 3    |
| 13-15 | Франческо Лапорта Эдмондо Фанелли Андре Гиньяр             | 2,5  |
| 16-17 | Морис Ферлеен Альдо Дебелли                                | 2    |
| 18    | Исаак Гедан                                                | 1    |
| 19-20 | Я. Фабиан В. Холечек                                       | 0,5  |
| 21    | Людвиг Рейман                                              | 0    |